# توافق جنسي
التوافق الجنسي له دور بالغُ الأهمية في العلاقات الحميمية بين الزوجين، وقد يتحقق الإشباع الجنسي الدوافع التي يسعى إلى تحقيقها بعد طرق أبرزها الارتباط العاطفي، ولا يمكن أن يحصل الإشباع إذا لم يكن هناك توافق جنسي بين الزوجين ولو بحده الأدنى. وعلى صعيد الأسرة فإن للتوافق الجنسي بين طرفي العلاقة أثراً في تحقيق الاستقرار الزواجي وزيادة الرضا الزوجي.

## مفهوم التوافق الجنسي

### تعريف التوافق الجنسي
يعرف هوفمان وماثيسون 2005 التوافق الجنسي في سياق العلاقات الجنسية على أنه الاستجابة الفاعلة والايجابية الناتجة من تقدير كل واحد من الزوجين لعلاقته الجنسية مع الآخر.

### تعريف عدم التوافق الجنسي
• يرى أركوف 1968 عدم التوافق الجنسي على أنه عدم استمتاع كلا طرفي العلاقة (أو أحدهما) بالإشباع الجنسي مع الآخر، وشعوره بالإحباط والتوتر مما يفسد علاقتهما.
ويمكن أن يعرف عدم التوافق الجنسي بأنه عدم الانسجام الجنسي والتفاعل السلبي في تلبية الرغبة الجنسية للطرف الآخر، مما يؤدي بدوره إلى عدم الإشباع الجنسي.

## أسباب عدم التوافق الجنسي
هناك عدة عوامل تؤدي إلى سوء التوافق الجنسي ومنها:
- جهل أحد الزوجين بعوامل الإثارة الجنسية للآخر؛ مما يسبب البرود في العلاقة الجنسية بينهما.
- جهل أحد الزوجين بالنواحي الجنسية من الطرف الآخر.
- نفور أحد الزوجين من الجماع.
- رغبات أحد الزوجين لاخاصة والتي تحمله على ممارسة الجنس ممارسة قد تؤذي الطرف الآخر ولا تحقق له الإشباع.
- إعراض أحد الزوجين من العلاقة نتيجة لعجزه أو لعدم رغبته بممارسة الجنس.
- الفروق بين الزوجين في الإشباع الجنسي وعدم تقبل الاحتياجات الجنسية للطرف الآخر.
- التباين في أهمية العلاقة الجنسية حيث يكون المهمة الأولى عند أحد الزوجين وتكون له أهمية ثانوية عند الطرف الآخر مقارنة بأمور أخرى.
- فتور اللقاء وروتينية: تحول اللقاء إلى آلية مكرورة، روتينية، واهمال التجديد في المكان والوقت واللباس وعدم اختيار الأوقات المناسبة واهمال أحد المرتبطين للشخص الآخر، يحول العملية الجنسية إلى عملية منفرة، تدفع الطرفين للبحث عن إشباعها في مكان آخر، ومع أطراف آخرين.[3]

## وصلات خارجية
- The National Center for Biotechnology Information : العلاقة بين الرضا الزوجي والجنسي بين النساء المتزوجات في جامعة جولستان للعلوم الطبية، إيران